# Love on Top (reality show)
Love on Top foi um reality show português transmitido pela TVI e TVI Reality entre 9 de abril de 2016 e 23 de fevereiro de 2019, contando 10 temporadas, com produção da Endemol Portugal.
Em 2016, durante três edições consecutivas contou com a apresentação de Teresa Guilherme. Em fevereiro de 2017 foi anunciada uma 4.ª edição, em abril a 5.ª edição, e em julho a 6.ª edição, estas apresentadas por Isabel Silva. Foi o primeiro reality show da TVI com transmissão exclusiva na TVI Reality.

O programa regressou para a 7.ª edição no dia 4 de agosto de 2018, depois para "A Última Tentação" em setembro de 2018, para a 9.ª edição em novembro de 2018 e no início de 2019 para a 10.ª e última edição com apresentação de Isabel Silva. Marta Cardoso é a apresentadora substituta nas ausências de Isabel Silva.

## Formato
Uma mulher de sonho e um homem perfeito são os anfitriões de uma luxuosa casa onde cinco solteiros e cinco solteiras estão dispostos a fazer tudo para os conquistar, mas a tarefa não vai ser fácil.
Todos os dias, os pretendentes vão estar sujeitos à avaliação dos anfitriões que, no final de cada semana, nomeiam dois candidatos do grupo das mulheres e dois do grupo dos homens de que menos gostam e que merecem, por isso, deixar a competição.
Contudo, o desafio para os candidatos complica-se ainda mais. Para além de seduzir os anfitriões, terão que conquistar também a atenção dos espectadores.
Semanalmente, dois ou três concorrentes e duas ou três concorrentes vão estar em perigo e sujeitos a uma votação express por parte do público. São expulsos, portanto, da casa e do programa, a cada semana, um homem e uma mulher.
Pensado numa lógica de multiplataforma, o Love On Top conta com uma App muito interativa que, para além de todas as informações relativas ao programa, possui uma ligação direta à mecânica do formato.
Ao longo do programa, os anfitriões vão poder conhecer novos pretendentes. Qualquer pessoa pode inscrever-se através da App para tentar entrar na casa e, assim, mostrar os seus talentos de sedução. São escolhidos semanalmente uma nova mulher e um novo homem para entrar na casa e tentar a sua sorte. No final, aqueles que conquistarem o coração dos anfitriões da casa partilham com eles uma lua-de-mel num local paradisíaco.

## Temporadas
| Edição                        | Canal                                          | Apresentadora    | Estreia                 | Final                   | Dias | Concorrentes | Top Girl         | Top Boy          | Destino da Viagem |
| ----------------------------- | ---------------------------------------------- | ---------------- | ----------------------- | ----------------------- | ---- | ------------ | ---------------- | ---------------- | ----------------- |
| Love on Top 1                 | TVI (Galas e Extras/Diários) TVI Reality (24h) | Teresa Guilherme | 9 de abril de 2016      | 11 de junho de 2016     | 64   | 23           | Eliane Tchissola | Filipe Vilarinho | Punta Cana        |
| Love on Top 2                 | TVI (Galas e Extras/Diários) TVI Reality (24h) | Teresa Guilherme | 11 de junho de 2016     | 23 de julho de 2016     | 43   | 21           | Margarida Aranha | Rúben Viegas     | Cabo Verde        |
| Love on Top 3                 | TVI (Galas e Extras/Diários) TVI Reality (24h) | Teresa Guilherme | 23 de julho de 2016     | 27 de agosto de 2016    | 36   | 19           | Andreia Silva    | Bruno Esteves    | Açores            |
| Love on Top 4                 | TVI (Galas e Extras/Diários) TVI Reality (24h) | Isabel Silva     | 24 de fevereiro de 2017 | 28 de abril de 2017     | 64   | 30           | Cláudia Sousa    | Cláudio Coelho   | Palma de Maiorca  |
| Love on Top 5                 | TVI (Galas e Extras/Diários) TVI Reality (24h) | Isabel Silva     | 28 de abril de 2017     | 7 de julho de 2017      | 71   | 27           | Kika Gomes       | Cire Boavida     | Madeira           |
| Love on Top 6                 | TVI (Galas e Extras/Diários) TVI Reality (24h) | Isabel Silva     | 7 de julho de 2017      | 15 de setembro de 2017  | 71   | 24           | Margarida Aranha | Ítalo Lima       | Ibiza             |
| Love on Top 7                 | TVI (Galas e Extras/Diários) TVI Reality (24h) | Isabel Silva     | 4 de agosto de 2018     | 29 de setembro de 2018  | 57   | 17           | Patrícia Rocha   | Sandro Pereira   | Palma de Maiorca  |
| Love on Top - Última Tentação | TVI (Galas e Extras/Diários) TVI Reality (24h) | Isabel Silva     | 29 de setembro de 2018  | 17 de novembro de 2018  | 50   | 15           | Ana Ferreira     | Bruno Marvão     | Barcelona         |
| Love on Top 9                 | TVI (Galas e Extras/Diários) TVI Reality (24h) | Isabel Silva     | 17 de novembro de 2018  | 29 de dezembro de 2018  | 43   | 15           | Bruna Marques    | Francisco Silva  | Madeira           |
| Love on Top 10                | TVI (Galas e Extras/Diários) TVI Reality (24h) | Isabel Silva     | 5 de janeiro de 2019    | 23 de fevereiro de 2019 | 50   | 17           | Iara Miguel      | Tiago Ferreira   | Madeira           |

## Equipa

### Apresentadores
A partir da 7.ª edição não existe o bloco Extra. 
|                  | Edições          | Edições | Edições | Edições | Edições | Edições | Edições | Edições | Edições | Edições |
| 1                | 2                | 3       | 4       | 5       | 6       | 7       | UT      | 9       | 10      |         |
| Galas            | Galas            | Galas   | Galas   | Galas   | Galas   | Galas   | Galas   | Galas   | Galas   |         |
| ---------------- | ---------------- | ------- | ------- | ------- | ------- | ------- | ------- | ------- | ------- | ------- |
| Teresa Guilherme |                  |         |         |         |         |         |         |         |         |         |
| Isabel Silva     |                  |         |         |         |         |         |         |         |         |         |
| Marta Cardoso    |                  |         |         |         |         |         |         |         |         |         |
|                  | Extra (rotativo) |         |         |         |         |         |         |         |         |         |
| Marta Cardoso    |                  |         |         |         |         |         |         |         |         |         |
| Isabel Silva     |                  |         |         |         |         |         |         |         |         |         |

Legenda
     - Apresentadora
     - Apresentadora (ocasionalmente)

### Comentadores
|                        | Edições                              | Edições                | Edições                | Edições                | Edições                | Edições                | Edições                | Edições                | Edições                | Edições |
| 1                      | 2                                    | 3                      | 4                      | 5                      | 6                      | 7                      | UT                     | 9                      | 10                     |         |
| Diariamente (rotativo) | Diariamente (rotativo)               | Diariamente (rotativo) | Diariamente (rotativo) | Diariamente (rotativo) | Diariamente (rotativo) | Diariamente (rotativo) | Diariamente (rotativo) | Diariamente (rotativo) | Diariamente (rotativo) |         |
| ---------------------- | ------------------------------------ | ---------------------- | ---------------------- | ---------------------- | ---------------------- | ---------------------- | ---------------------- | ---------------------- | ---------------------- | ------- |
| Eliane Tchissola       |                                      |                        |                        |                        |                        |                        |                        |                        |                        |         |
| Flávio Furtado         |                                      |                        |                        |                        |                        |                        |                        |                        |                        |         |
| Helena Isabel          |                                      |                        |                        |                        |                        |                        |                        |                        |                        |         |
| Pimpinha Jardim        |                                      |                        |                        |                        |                        |                        |                        |                        |                        |         |
| Quintino Aires         |                                      |                        |                        |                        |                        |                        |                        |                        |                        |         |
|                        | Tertúlia de quarta-feira/sexta-feira |                        |                        |                        |                        |                        |                        |                        |                        |         |
| Eliane Tchissola       |                                      |                        |                        |                        |                        |                        |                        |                        |                        |         |
| Flávio Furtado         |                                      |                        |                        |                        |                        |                        |                        |                        |                        |         |
| Helena Isabel          |                                      |                        |                        |                        |                        |                        |                        |                        |                        |         |
| Pimpinha Jardim        |                                      |                        |                        |                        |                        |                        |                        |                        |                        |         |
| Quintino Aires         |                                      |                        |                        |                        |                        |                        |                        |                        |                        |         |

Legenda
     - Comentador(a) fixo
     - Concorrente na edição
     - Ausente na edição

## Audiências
| Temporada                     | Data de exibição        | Audiência (share) |
| ----------------------------- | ----------------------- | ----------------- |
| Love on Top 1                 | 9 de abril de 2016      | 32,8%             |
| Love on Top 1                 | 16 de abril de 2016     | 24,5%             |
| Love on Top 1                 | 23 de abril de 2016     | 24,5%             |
| Love on Top 1                 | 30 de abril de 2016     | 23,8%             |
| Love on Top 1                 | 7 de maio de 2016       | 25,3%             |
| Love on Top 1                 | 14 de maio de 2016      | 24,6%             |
| Love on Top 1                 | 21 de maio de 2016      | 23,5%             |
| Love on Top 1                 | 28 de maio de 2016      | 22,1%             |
| Love on Top 1                 | 4 de junho de 2016      | 24,5%             |
| Love on Top 1                 | 11 de junho de 2016     | 28,4%             |
| Love on Top 2                 | 11 de junho de 2016     | 26,9%             |
| Love on Top 2                 | 18 de junho de 2016     | 21,6%             |
| Love on Top 2                 | 25 de junho de 2016     | 16,0%             |
| Love on Top 2                 | 2 de julho de 2016      | 19,3%             |
| Love on Top 2                 | 9 de julho de 2016      | 19,4%             |
| Love on Top 2                 | 16 de julho de 2016     | 21,7%             |
| Love on Top 2                 | 23 de julho de 2016     | 21,8%             |
| Love on Top 3                 | 23 de julho de 2016     | 22,3%             |
| Love on Top 3                 | 30 de julho de 2016     | 18,2%             |
| Love on Top 3                 | 7 de agosto de 2016     | 20,4%             |
| Love on Top 3                 | 13 de agosto de 2016    |                   |
| Love on Top 3                 | 20 de agosto de 2016    | 16,5%             |
| Love on Top 3                 | 27 de agosto de 2016    | 22,1%             |
| Love on Top 4                 | 24 de fevereiro de 2017 | 16,4%             |
| Love on Top 4                 | 3 de março de 2017      | 19,5%             |
| Love on Top 4                 | 10 de março de 2017     | 19,4%             |
| Love on Top 4                 | 17 de março de 2017     | 18,9%             |
| Love on Top 4                 | 24 de março de 2017     | 21,1%             |
| Love on Top 4                 | 31 de março de 2017     | 18,2%             |
| Love on Top 4                 | 7 de abril de 2017      | 18,1%             |
| Love on Top 4                 | 14 de abril de 2017     | 16,8%             |
| Love on Top 4                 | 21 de abril de 2017     | 22,4%             |
| Love on Top 4                 | 28 de abril de 2017     | 20,2%             |
| Love on Top 5                 | 28 de abril de 2017     | 19,8%             |
| Love on Top 5                 | 5 de maio de 2017       | 15,4%             |
| Love on Top 5                 | 13 de maio de 2017      | 11,7%             |
| Love on Top 5                 | 19 de maio de 2017      | 18,5%             |
| Love on Top 5                 | 26 de maio de 2017      | 17,6%             |
| Love on Top 5                 | 2 de junho de 2017      | 18,2%             |
| Love on Top 5                 | 9 de junho de 2017      |                   |
| Love on Top 5                 | 16 de junho de 2017     | 17,9%             |
| Love on Top 5                 | 23 de junho de 2017     | 16,4%             |
| Love on Top 5                 | 30 de junho de 2017     | 17,4%             |
| Love on Top 5                 | 7 de julho de 2017      | 16,5%             |
| Love on Top 6                 | 7 de julho de 2017      | 17,7%             |
| Love on Top 6                 | 14 de julho de 2017     | 16,9%             |
| Love on Top 6                 | 21 de julho de 2017     | 19%               |
| Love on Top 6                 | 28 de julho de 2017     | 19,6%             |
| Love on Top 6                 | 4 de agosto de 2017     | 16,8%             |
| Love on Top 6                 | 11 de agosto de 2017    | 14,4%             |
| Love on Top 6                 | 25 de agosto de 2017    | 14,8%             |
| Love on Top 6                 | 1 de setembro de 2017   | 20,2%             |
| Love on Top 6                 | 8 de setembro de 2017   | 15,2%             |
| Love on Top 6                 | 15 de setembro de 2017  | 18,1%             |
| Love on Top 7                 | 4 de agosto de 2018     | 16,8%             |
| Love on Top 7                 | 11 de agosto de 2018    | 16,8%             |
| Love on Top 7                 | 18 de agosto de 2018    | 15,7%             |
| Love on Top 7                 | 25 de agosto de 2018    | 9,6%              |
| Love on Top 7                 | 1 de setembro de 2018   | 12,7%             |
| Love on Top 7                 | 8 de setembro de 2018   | 13,4%             |
| Love on Top 7                 | 15 de setembro de 2018  | 15,5%             |
| Love on Top 7                 | 22 de setembro de 2018  | 14,3%             |
| Love on Top 7                 | 29 de setembro de 2018  | 12,4%             |
| Love on Top - Última Tentação | 29 de setembro de 2018  | 13,0%             |
| Love on Top - Última Tentação | 6 de outubro de 2018    | 16,0%             |
| Love on Top - Última Tentação | 20 de outubro de 2018   | 14,2%             |
| Love on Top - Última Tentação | 27 de outubro de 2018   | 15,5%             |
| Love on Top - Última Tentação | 3 de novembro de 2018   | 15,7%             |
| Love on Top - Última Tentação | 10 de novembro de 2018  | 12,9%             |
| Love on Top - Última Tentação | 17 de novembro de 2018  | 18,3%             |
| Love on Top 9                 | 17 de novembro de 2018  | 16,9%             |
| Love on Top 9                 | 24 de novembro de 2018  | 11,6%             |
| Love on Top 9                 | 1 de dezembro de 2018   | 14,9%             |
| Love on Top 9                 | 8 de dezembro de 2018   | 14,7%             |
| Love on Top 9                 | 15 de dezembro de 2018  | 12,7%             |
| Love on Top 9                 | 22 de dezembro de 2018  | 16,8%             |
| Love on Top 9                 | 29 de dezembro de 2018  | 15,8%             |
| Love on Top 10                | 5 de janeiro de 2019    | 14,1%             |
| Love on Top 10                | 12 de janeiro de 2019   | 13,7%             |
| Love on Top 10                | 19 de janeiro de 2019   | 15,3%             |
| Love on Top 10                | 26 de janeiro de 2019   | 11,5%             |
| Love on Top 10                | 2 de fevereiro de 2019  | 13,3%             |
| Love on Top 10                | 9 de fevereiro de 2019  | 12,3%             |
| Love on Top 10                | 16 de fevereiro de 2019 | 16,6%             |
| Love on Top 10                | 23 de fevereiro de 2019 | 15,2%             |